# Helena Helmersson

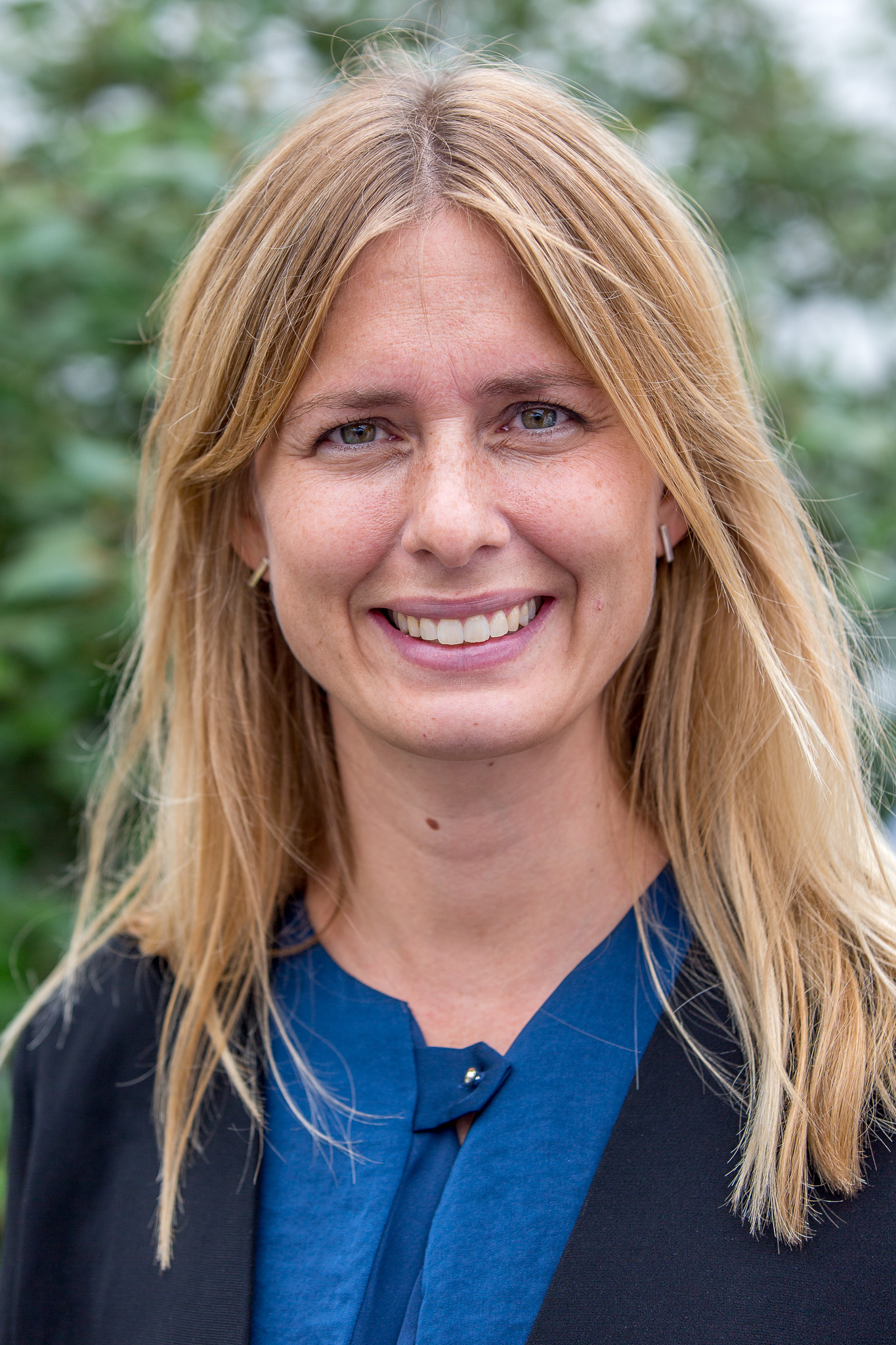
Helena Helmersson, 2014

Helena Helmersson (* 1973) ist eine schwedische Managerin. Von Januar 2020 bis Ende Januar 2024 war sie Geschäftsführerin des schwedischen Textilunternehmens H&M (Hennes & Mauritz).

## Karriere
Helena Helmersson absolvierte einen Master in Business Administrations an der nordschwedischen Universität Umeå. Nach ihrem Abschluss stieg sie 1997 bei H&M ein. Insgesamt hatte sie während ihrer Karriere beim Modeunternehmen über 14 Positionen inne. Helmersson startete als Controllerin in der Einkaufsabteilung. 2007 leitete sie die Produktion in Bangladesch, wo sie sich zum Thema Nachhaltigkeit hingezogen fühlte. So wurde sie 2010 zur Nachhaltigkeitschefin von H&M ernannt. Während ihrer Ära als Verantwortliche bekannte sich der Modekonzern öffentlich dazu, künftig faire Löhne zahlen zu wollen. Am 5. Mai 2014 kürte das Schwedische Wirtschaftsmagazin Veckans Affärer sie zur mächtigsten Geschäftsfrau des Jahres.
Vom 30. Januar 2020 bis 30. Januar 2024 war Helena Helmersson die Geschäftsführerin. Damit war sie die erste Frau in der 62-jährigen Geschichte von H&M, die dieses Amt innehatte. Zudem ist sie die dritte Person auf diesem Posten außerhalb der Familie. Dieser Wechsel wurde an der Börse positiv aufgenommen: der Aktienkurs stieg um 10 %.

## Privat
Helena Helmersson wurde in Skellefteå geboren. Heute lebt sie mit ihrem Mann und ihren zwei Kindern in Stockholm.
Helmersson lebte und arbeitete ein Jahr lang in Dhaka, der Hauptstadt von Bangladesch. Diese Erfahrung nannte sie in einem Interview als Grund für ihr „Engagement für mehr Nachhaltigkeit und gegen die prekären Arbeitsbedingungen“ in der Textilindustrie.